# Дрейлини (Рига)
Дре́йлини (латыш. Dreiliņi) — микрорайон Риги, находится в Видземском предметье Риги на границе с одноимённым селом. Дрейлини находятся в восточной части города Риги. Дрейлини граничат с Плявниеками, Пурвциемсом, Межциемсом, Юглой и Стопинским краем. Общая площадь района со всеми прилегающими окрестностями — 4,155 км².

## История
Название «Дрейлини» происходит от фамилии рижского ратмана Мельхиора Дрейлинга, чьё загородное имение находилось недалеко от этих мест ещё в XVII веке. Само здание усадебного дома находилось в границах нынешнего района Шкиротава, между современными улицами Ренцену и Крустпилс.
В годы Северной войны (1709—1710) здесь располагался лагерь российского фельдмаршала Б. П. Шереметева, в течение восьми месяцев руководивший осадой Риги. Здесь же 4 (15) июля 1710 года была подписана капитуляция города перед русскими войсками.
В 1924 году часть Дрейлинской волости, прилегающая к усадьбе, вошла в состав города. В 1934 году к Дрейлиням присоединили бывшие земли поместья Бурхарда, а в 1974 году вся нынешняя территория микрорайона Дрейлини была включена в черту города Риги.
Многоэтажная застройка микрорайона началась в 1990 году. Однако в 1993 году строительство за недостатком средств прекратилось, недостроенные здания были оставлены без надлежащей консервации. Только в 2003 году, после десятилетнего перерыва, самоуправление Риги нашло средства на завершение строительства. В 2004 году был торжественно сдан первый дом, а в 2006 году были сданы все 14 запланированных домов и детский сад. Часть квартир была продана на публичных торгах, остальные являются социальным жильём.